# راین هریسون (تنیس‌باز)
 راین هریسون (انگلیسی: Ryan Harrison؛ زاده ۷ مهٔ ۱۹۹۲) یک تنیس‌باز اهل ایالات متحده آمریکا است.